# Eupetinus obsoletus
Eupetinus obsoletus är en skalbaggsart som först beskrevs av Sharp 1881.  Eupetinus obsoletus ingår i släktet Eupetinus och familjen glansbaggar. Inga underarter finns listade i Catalogue of Life.